# Coniocompsa mindanaoensis
Coniocompsa mindanaoensis is een insect uit de familie van de dwerggaasvliegen (Coniopterygidae), die tot de orde netvleugeligen (Neuroptera) behoort. 
De wetenschappelijke naam Coniocompsa mindanaoensis is voor het eerst geldig gepubliceerd door Meinander in 1972.